# Ющенко, Анатолий Александрович
Анато́лий Алекса́ндрович Ю́щенко (род. 30 января 1938, Сталинград) — депутат Государственной Думы первого созыва.

## Биография
Родился в Сталинграде (ныне Волгоград). После окончания школы учился в Качинском лётном училище. В 1962 окончил Волгоградский политехнический институт (ВПИ) по специальности «инженер-механик». Кандидат технических наук.
В 1962—1990 работал преподавателем, доцентом ВПИ. Возглавлял областную организацию Фонда поддержки предпринимательства. Был сопредседателем областной «Демократической платформы в КПСС».
В 1990 был избран депутатом Волгоградского областного Совета. В 1991 неудачно баллотировался на пост председателя облсовета. В 1993 был первым заместителем главы администрации Волгограда.
Член движения «Выбор России». Был включён кандидатом в депутаты Государственной Думы первого созыва в общефедеральный список избирательного объединения «Выбор России» и избран на выборах в Госдуму 12 декабря 1993 года. Вошёл во фракцию «Выбор России». Был членом Комитета по вопросам местного самоуправления.
В марте 1994 года член инициативной группы по созданию партии Демократический выбор России (ДВР). Председатель Волгоградского регионального отделения ДВР.
В 1995 году был выдвинут избирательным блоком «Демократический выбор России — объединённые демократы» кандидатом в депутаты Государственной Думы второго созыва, избран не был.